# 513 a.C.
Il 513 a.C. (DXIII a.C. in numeri romani) è un anno  del VI secolo a.C.

## Eventi
- Artaferne diventa satrapo della Lidia dal 513 a.C. al 492 a.C.